# 维勒拉布勒
维勒拉布勒（法語：Villerable，法語發音：[vilʁabl]）是法国卢瓦-谢尔省的一个市镇，位于该省西部偏北，属于旺多姆区。

## 地理
维勒拉布勒（47°45'30"N, 1°1'50"E）面积16.81 平方千米，位于法国中央-卢瓦尔河谷大区卢瓦-谢尔省，该省份为法国中北部省份，北起厄尔-卢瓦省，东北接卢瓦雷省，东南接谢尔省，南至安德尔省，西南接安德尔-卢瓦尔省，西北接萨尔特省。
与维勒拉布勒接壤的市镇（或旧市镇、城区）包括：克吕舍赖、博斯地区于索、博斯地区马西伊、纳韦伊、努赖、圣安娜、旺多姆。

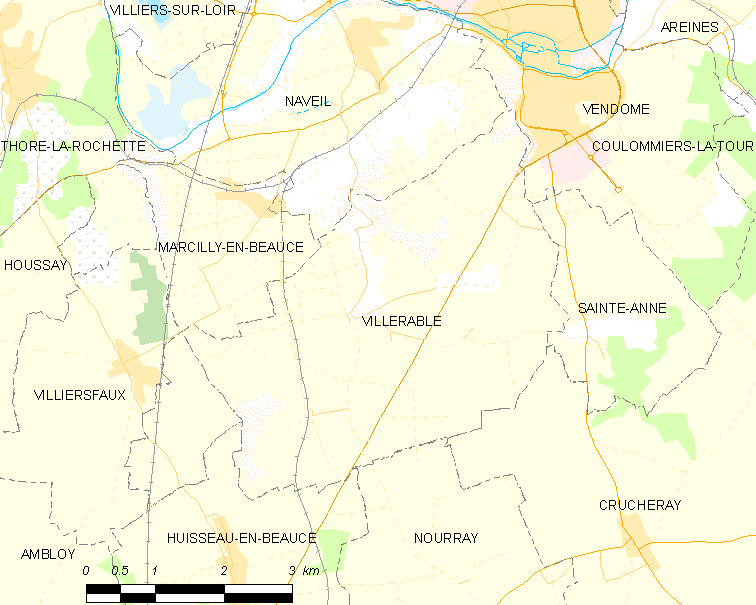
维勒拉布勒的OSM定位图

维勒拉布勒的时区为UTC+01:00、UTC+02:00（夏令时）。

## 行政
维勒拉布勒的邮政编码为41100，INSEE市镇编码为41287。

## 政治
维勒拉布勒所属的省级选区为卢瓦河畔蒙图瓦尔县。

## 人口

1962-2008年间维勒拉布勒人口变化图示

维勒拉布勒于2022年1月1日时的人口数量为490人。